# سفياتوبولك فلاديميروفيتش الأول
سفياتوبولك الأول اللعين (بالروسية: Святополк Владимирович Окаянный) هو أمير كييف المعظم (1015—1016،1018—1019) وأمير مدينة توروف (988 - 1015).
تزوج من ابنة الملك البولوني بوليسلاف الشجاع الذي كان يعتمد عليه في تدبير المؤامرة على أبيه فلاديمير الأول. وتربع سفياتوبولك على عرش كييف بعد موت فلاديمير وقتل إخوته بوريس وغليب وسفياتوسلاف، فأطلق عليه الشعب بسبب ذلك لقب: «اللعين».
أعلن أخوه غير الشقيق وأمير نوفغورود ياروسلاف الحكيم الحرب عليه وأنزل به هزيمة عام 1016. فهرب سفياتوبولك إلى بولونيا ليعود بقوات پولونية ويطرد ياروسلاف من كييف. لكن الحكم الأجنبي الپولوني أثار استياء أهالي كييف الذين قدّموا الدعم لياروسلاف الحكيم مما جعل سفياتوبولك الأول اللعين يهرب إلى قبيلة الرحالة «بيتشينيغ» ثم إلى پولونيا، فقُتل في الطريق.